# Erica Durance
Erica Durance, född 21 juni 1978 i Calgary, Alberta, Kanada, är en kanadensisk skådespelare. Hon är känd i rollen som Lois Lane i TV-serien Smallville.

## Biografi
Erica Durance föddes i Calgary men växte upp i Three Hills med sin mamma Gail, pappa Joel och två äldre syskon. Efter att Durance gått ut skolan flyttade hon till Vancouver för att bli skådespelare, till en början medverkade hon i lågbugetskräckfilmer och gästade några science fiction-serier. I januari 2005 gifte hon sig med den kanadensiske skådespelaren David Palffy.

## Filmografi
- 2002 - The Untold
- 2003 - The House of the Dead
- 2003 - Devil Winds
- 2007 - The Butterfly Effect 2

## TV-serier
- 2004 - Tru Calling (gästroll)
- 2004 - Andromeda (gästroll)
- 2004 - Stargate SG-1 (gästroll)
- 2005 - Smallville (som Lois Lane)